# 陳薇
陳 薇（ちん び、1966年2月26日 - ）は、中華人民共和国の疫学者。浙江省蘭谿県出身。中国人民解放軍少将。中国工程院院士。第12期全国人民代表大会代表、第13回全国政治協商会議委員。

## 経歴
1966年2月26日、浙江省蘭谿県で生まれる。1988年に浙江大学化学工程学専攻を卒業。1991年、清華大学生物化工科修士課程を経て、中国人民解放軍軍事科学院軍事医学研究院微生物学研究科博士課程修了。2001年、自身の母校である中国人民解放軍軍事科学院軍事医学研究院の生物工程研究所にて博士研究員に着任し、以後、研究員（2002年）、博士生導師（2003年）と昇任した。2012年、生物工程研究所所長に昇格。2015年7月に中国人民解放軍少将の階級に昇進しました。2019年に中国工程院医薬衛生学部の院士に選ばれました。2020年8月、2019冠状ウイルスに対する中国の疫病に対する抵抗の過程で貢献し、「人民英雄」国家栄誉称号を獲得した。2021年5月30日、第10回中国科学技術協会第1次会議で副主席に選出される。

## 栄典
- 2009年、求是傑出青年賞。
- 2010年、国家傑出青年科学基金。
- 2017年、何梁何利基金科学と技術進歩賞。
- 2019年、中国工程院院士。